# 茂名市
茂名市（もめい-し）は中華人民共和国広東省に位置する地級市。

## 地理
広東省の西南部に位置し、東の陽江市に接し、西の湛江市に接し、北の雲浮市と広西チワン族自治区に接し、南では南シナ海である。

## 歴史
茂名市での人類の活動は古く約4500年前の新石器時代晩期の遺跡が市内から発掘されている。夏殷時代には各部族の盟友関係が成立し南越族の一部である俚族を形成していた。
秦始皇帝の中国統一が達成されると、茂名地区は南海郡と象郡の管轄となり、漢初には高涼県が設置され漢族の流入が開始された。
598年（開皇18年）、隋朝は茂名県を新設されると俚族は漢族をはじめ周辺諸民族との同化が更に進行し、瑶族や壮族へと発展し俚族は消滅している。
1959年3月22日、国務院は茂名市への改編を決定、1983年には信宜、高州、電白、化州の4県を管轄するようになった。1985年には新たに茂南区が、2001年には茂港区が成立し現在に至っている。

## 行政区画
2市轄区・3県級市を管轄下に置く。
- 市轄区：
  - 茂南区・電白区
- 県級市：
  - 化州市・信宜市・高州市

| 茂名市の地図                       |
| ---------------------------------- |
| 茂南区 電白区 高州市 化州市 信宜市 |

### 年表
この節の出典
- 1975年11月22日 - 広東省湛江地区茂名市が地級市の茂名市に昇格。(1市)
- 1983年12月22日 - 湛江地区高州県・化州県・信宜県・電白県を編入。(1市4県)
- 1985年4月18日 - 茂南区を設置。(1区4県)
- 1993年6月8日 - 高州県が市制施行し、高州市となる。(1区1市3県)
- 1994年7月4日 - 化州県が市制施行し、化州市となる。(1区2市2県)
- 1995年9月11日 - 信宜県が市制施行し、信宜市となる。(1区3市1県)
- 2001年1月22日 - 電白県の一部が分立し、茂港区が発足。(2区3市1県)
- 2014年1月25日 - 茂港区・電白県が合併し、電白区が発足。(2区3市)
- 2017年9月18日 - 電白区の一部が茂南区に編入。(2区3市)

## 交通
鉄道
- 深湛線 (深圳市 - 湛江市)

…珠江デルタ地域と広東省西部の湛江を結ぶ高速鉄道路線。現在の起点である江門駅で広珠都市間鉄道の支線に接続しており、全ての列車が広州南駅まで乗り入れている。深圳-江門間は建設中である。茂名駅と広州南駅の間は高速列車で2時間～2時間半である。
- 広茂線（広州市 - 茂名市）
- 河茂線（廉江市 - 茂名市）
- 益湛線（益陽市 - 湛江市）

道路
- 陽茂高速道路
- 茂湛高速道路

## 出身者
- 楊永泰 - 清末民初の政治家。国民党などで活動後、政学派、新政学派の指導者となる。